# Kristallijnen Pracht
De Kristallijnen Pracht (Engels: the Splendour Hyaline) is een fictief schip uit Het paard en de jongen van De Kronieken van Narnia door C.S. Lewis. Het wordt ook vermeld in Prins Caspian en De reis van het drakenschip.
Het schip wordt gebruikt door Koning Peter, Koningin Susan, Koning Edmund en Koningin Lucy tijdens de gouden eeuw van Narnia. Het schip komt zelf eigenlijk niet in de kronieken voor, maar er wordt wel melding van gemaakt. Het is een groot, luxueus schip, met zeilen van zijde, grote lantaarns op de achtersteven, muzikanten en feestmaaltijden. Het schip is van voren naar achter versierd met houtsnijwerk, in de vorm van een zwanenkop en zwanenvleugels.

## Het paard en de jongen
Hierin gebruiken Susan en Edmund het schip om met hun hofhouding naar Tashbaan te varen. Rabadash wil Susan daar dwingen met hem te trouwen, waarna Susan, Edmund en hun gevolg door een list op het schip komen en terugvluchten naar Cair Paravel.

## Prins Caspian
Als de Pevensies met Trompoen van Cair Paravel vertrekken, op weg naar Caspian, halen Lucy en Susan herinneringen op van hun reis naar Galma, Terebinthia, de Zeven Eilanden en de Verlaten Eilanden, met de Kristallijnen Pracht.

## De reis van het drakenschip
Ook hierin vertellen ze over hun reizen met hun schip de Kristallijnen Pracht. Het schip waarop Koning Caspian meevaart, De Dageraad, is vergeleken bij de Kristallijnen Pracht maar een klein en oncomfortabel schip. Er is een duidelijk contrast tussen de luxe waarin de Pevensies leefden en de eenvoud van Caspian. Desondanks voelt Lucy zich weer gelijk thuis aan boord.